# Deer Lodge (Montana)
Deer Lodge város az USA Montana államában, Powell megyében, melynek megyeszékhelye is. Lakosainak száma 2938 fő (2020. április 1.).

## Népesség
A település népességének változása:

| 2010 | 3 111 |
| 2020 | 2 938 |